# Верхний Бара
Верхний Бара, Баро; чечен. ЦӀена-БархӀа) — село в Итум-Калинском районе Чеченской Республики Российской Федерации. Входит в состав Моцкаройского сельского поселения.

## География
Село расположено на берегу реки Бара, к северо-западу от районного центра Итум-Кали. Ближайшие населённые пункты: на северо-западе — Никарой, на юго-востоке — Гухой и Чохой, на юго-западе — Отты.

## История
В 1944 году коренное население ЧИ АССР было выселено. После восстановления ЧИ АССР чеченцам было запрещено возвращаться в свои исконные районы: Галанчожский, Шатойский и Итум-Калинский.

## Население
| 2010 |
| ---- |
| 9    |